# Bald Knob
Bald Knob è una città nella contea di White, nello Stato americano dell'Arkansas. Nel censimento del 2010 aveva una popolazione di 3.210 abitanti e una densità abitativa di 272,0 abitanti per km².

## Geografia fisica
Bald Knob si trova alle coordinate 35°18′42″N 91°34′12″W.
Bald Knob ha una superficie totale di 11,80 km² dei quali 11,60 sono di terra ferma e 0,20 km² sono di acqua.